# Колчев, Алексей Викторович
Алексей Колчев (9 августа 1975 года — 16 мая 2014 года) — российский поэт.

## Биография
Родился и жил в Рязани. Учился на факультете русского языка и литературы Рязанского университета и филологическом факультете МГУ. Публиковался в журналах Воздух, Волга, Дети Ра, Другое Полушарие, Цирк «Олимп»+ТВ, Homo legens, Textonly, антологиях Нестоличная литература (2001), Лучшие стихи 2011 (М., 2013), Лучшие стихи 2012 (М., 2013), альманахах Белый ворон, Бредень, Василиск, Транслит, Узнай поэта, Чёрным по белому, на сайте «Сетевая Словесность» (спецпроект «Редакционный портфель Devotion»).
Участвовал в различных российских поэтических фестивалях. Сотрудничал с музыкальным коллективом Majdanek Waltz.
Скончался 16 мая 2014 года от сахарного диабета в реанимации городской больницы № 11 г. Рязани.

## Отзывы
…само явление «поэзия Алексея Колчева» стало настолько очевидным, что на него буквально возник спрос – не только у издателей, но я уверен, что и читатели этой книги оценят ее по достоинству. Востребованность эта, на мой взгляд, связана с уникальными чертами поэзии Колчева, добытыми им в результате синтеза целого ряда поэтических традиций, от малых фольклорных жанров до лианозовского конкретизма, от высокой романтической поэтики модернизма и обэриутского иронического абсурдизма до критической концептуалистской деконструкции языкового (смыслового) штампа. Но это такой синтез, который явился основой совершенно нового качества поэзии.Виталий Лехциер
Колчев относится к авторам, которые говорят о своем поэтическом происхождении открытым текстом, выстраивают собственную историю литературы, хотя в его случае это затруднено многочисленными пародийными наслоениями, игровыми или, напротив, строго функциональными упоминаниями имен других поэтов. В связи с этим возникает вопрос: насколько можно реконструировать эту личную поэтическую историю? В этих стихах Игорь Холин возвращается к обэриутским истокам, а Виктор Кривулин встречается с Алексеем Крученых, но эти имена можно рассматривать не как влияния, а как своеобразные аттракторы, точки притяжения, в поле действия которых развивалась поэтика Колчева.Кирилл Корчагин
Алексей успел сформироваться как поэт с уникальным голосом. Каждый, кто знал или встречался с ним, особенно в последние три-четыре года, понимали, что Алексей сознательно и целеустремленно работает как поэт, и поэзия – главное дело его жизни. Наверное, не каждый может похвастаться, что нашел свое дело. И поэтому упорство и требовательность Алексея на этом пути вызывало уважение. В стихах Алексея всегда перемешаны ирония и трагизм. Они горькие и смешные, наивные и безжалостные. Серьезный недуг заставил Алексея не растрачиваться по пустякам, чтобы успеть.Дмитрий Макаров
Поэтика Алексея Колчева – это поэтика глубокого и заранее тщательно продуманного погружения в культуру: его расчет оказывается верным, т. е. ведущим к задуманному результату, но верным прежде всего с точки зрения возможности «подняться» над конкретным приемом и над самой идеей «приема». Артикулированность этих стихотворений объяснима: каждый текст Колчева представляет собой синтактико-прагматическое единство с хорошо просчитанными витками интерпретации. Предварительный авторский «расчет», некогда удививший меня, легко читается за каждым стихотворением и включен не только в предъявленный текст как итоговый результат, но и в процесс его создания.Алексей Порвин
Странствие Алексея по трансфизическим мирам не было каким-то безответственным псевдовизионерством; перед нами был поэт политический в самом высшем, аристотелевском смысле слова. И политичность, и метафизичность третьей стороной имели фантастическое языковое чутьё, собственно и сращивающее эти, казалось бы, несовместимые вещи воедино. Перед нами тот тип мерцания, в котором смена смысловых регистров подразумевает не иллюзорность всех составляющих, напротив – их равную подлинность, скрепленную ритмом, который Колчев умел подчинять и которому умел отдаться.Данила Давыдов

## Сборники стихов
- Тринадцать/четырнадцать / сост. Д. Файзов, Ю. Цветков. Вступ. ст. Е. Прощина. – М. : Культурная инициатива, 2024. – 138 с.[10][11]
- Неожиданные вещи: стихотворения. М.: Издательство СТиХИ, 2023. ISBN 978-5-6050778-3-1[12]
- Частный случай. — Шупашкар: Free poetry, 2013. — 78 с.
- Несовершенный вид. — Нижний Новгород: Приволжский филиал ГЦСИ, 2013. — 118 с. — (Поэтическая серия Арсенала);
- Лубок к родине / Предисл. В. Бородина; послесл. В. Лехциера. — Самара: Цирк «Олимп» + TV, 2013. — 90 c. — (Поэтическая серия «Цирка „Олимп“ + TV»). ISBN 978-5-906607-14-0

## Признание и награды
- Лауреат конкурса имени Вл. Бурича в номинации «Поэзия» (Кострома, 2000)
- Короткий список премии «Различие» (2014)

## Память
- «Лубок к Родине» — поэтический фестиваль современной поэзии, памяти Алексея Колчева[13].

## Интервью
- Ольга Почина. Алексей Колчев: «Если публика отвернулась от поэзии, тем хуже для публики» (Интервью). Рязанский литературный проект Devotion (29 июля 2013). Дата обращения: 26 марта 2021.